# Emil Juliš
Emil Juliš (* 21. Oktober 1920 in Prag; † 25. Dezember 2006 in Louny) war ein tschechischer Dichter und Künstler.

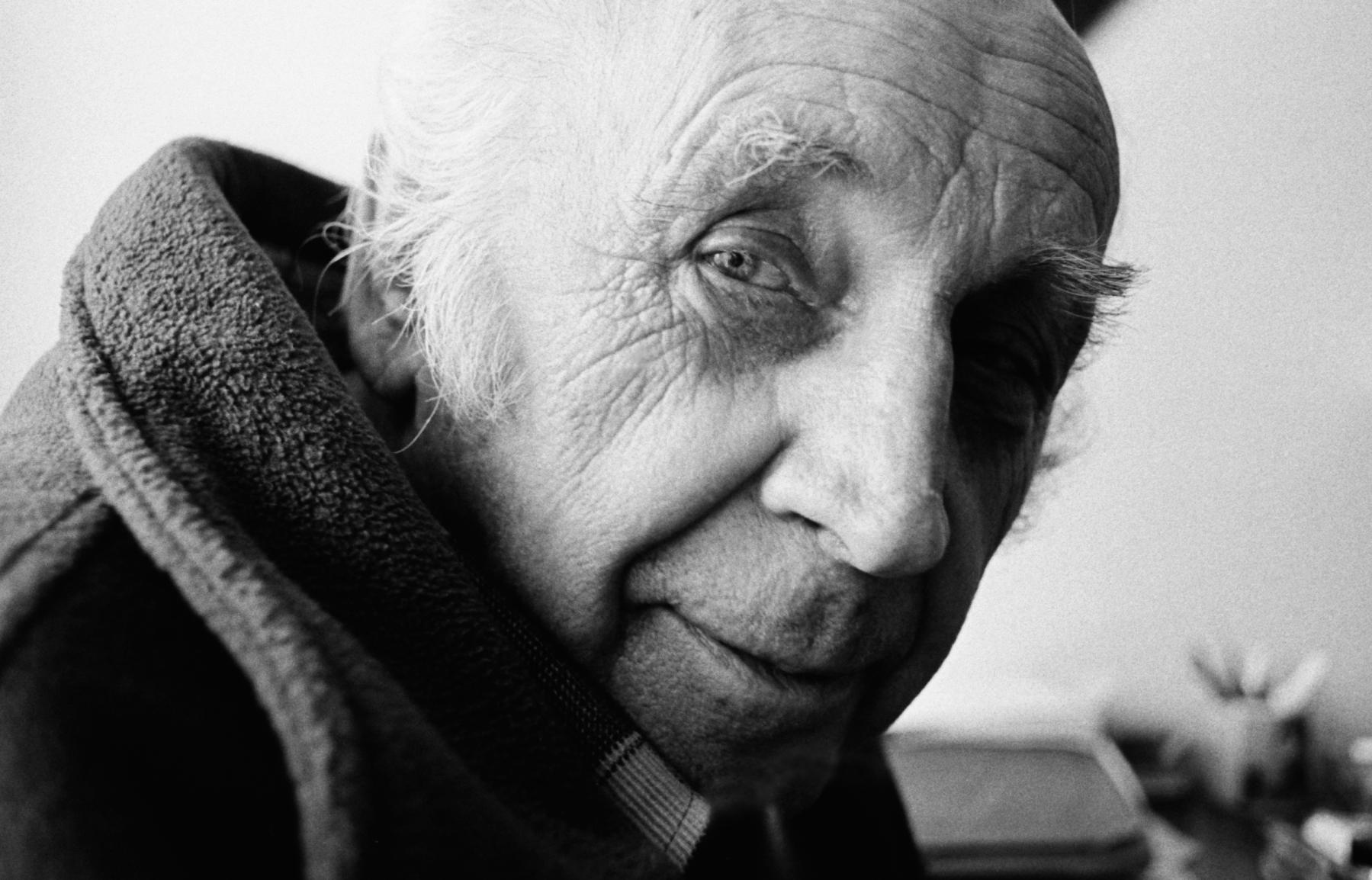
Emil Juliš (2006)

## Leben
Emil Juliš arbeitete in einigen Berufen, die nicht mit der künstlerischen Tätigkeit zusammenhingen. 1966 nahm er die Stelle des Redakteurs der Aussiger Zeitschrift Dialog an, wurde 1968 deren Chefredakteur und erweiterte seine Tätigkeit als Redakteur 1970 auf den dazugehörenden Verlag. Noch im gleichen Jahr wurde der Verlag aufgelöst und Juliš entschied sich für die freiberufliche Tätigkeit.
1990 erhielt Juliš den Jaroslav-Seifert-Preis für Literatur.

## Werke
Sein Schaffen hing mit der experimentellen Poesie zusammen. Seine Themen sind oft unpoetisch und handeln von der Region um Brüx und Laun.

### Poesie
- Progresivní nepohoda, 1965.
- Pohledná poezie, 1966.
- Krajina her, 1967.
- Vědomí mužnosti, 1969.
- Pod kroky dýmů, 1969.
- Nová země, 1970.
- Nelehké spočinutí
- Mramor na pálení vápna
- Blížíme se ohni, zahraničí 1987, ČR 1988.
- Gordická hlava, 1989.
- Hra o smysl, 1990.
- Multitext A, 1993 – Eine Sammlung experimenteller Poesie
- Die Welt der Veränderungen (Svět proměn), 1994 – Eine Auswahl von Gedichten durch den Autor
- Afrikáááá, 1995.
- Nelehké spočinutí, 2000.
- Undine, 2006, Corvinus Presse Berlin, übersetzt von Eduard Schreiber, ISBN 978-3-910172-91-3.
- Landschaft meines Gesangs. mit einem Vorwort von L. Kundera, aus dem Tschechischen übersetzt von Eduard Schreiber. Corvinus Presse, Berlin 2007, ISBN 978-3-910172-92-0.

### Prosa
- Der Weg in die Stadt Lawn (Cesta do města Lawn), 1993 Dichterische Prosa
- Unnachgiebigkeiten (Nevyhnutelnosti), 1996 Gedanken über die bildende Kunst und einige Gedichte, die bisher in seinen Sammlungen nicht beinhaltet waren.

### Bildende Kunst
Juliš illustrierte meist seine eigenen Bücher, eine Art virtuelle Poesie. Während diese Gedichte in der Tschechoslowakei verboten waren, konnte er seine Steinbilder ausstellen. Sie zeigen meist die Landschaften in Nordböhmen, Schwerpunktthema ist der Bergbau.

## Mitgliedschaften
- Obec spisovatelů (Tschechischer Schriftstellerverband)

siehe auch Liste tschechischer Schriftsteller